# Grup del diàspor
El grup del diàspor és un grup de minerals de la classe dels òxids amb fórmula general: M³⁺O(OH), on M és un metall. El grup està format per sis minerals, tot ells oxihidròxids metàl·lics: bracewel·lita, diàspor, goethita, groutita, montroseïta i tsumgallita. Les sis espècies del grup cristal·litzen en el sistema ortoròmbic.
| Espècie       | Fórmula         |
| ------------- | --------------- |
| Bracewel·lita | CrO(OH)         |
| Diàspor       | AlO(OH)         |
| Goethita      | α-FeOOH         |
| Groutita      | Mn³⁺O(OH)       |
| Montroseïta   | (V³⁺,Fe³⁺)O(OH) |
| Tsumgallita   | GaO(OH)         |

Segons la classificació de Nickel-Strunz els minerals d'aquest grup pertanyen a «04.FD: Hidròxids amb OH, sense H₂O; cadenes d'octaedres que comparteixen angles» juntament amb els següents minerals: spertiniïta, guyanaïta, manganita, itrotungstita-(Y), itrotungstita-(Ce), frankhawthorneïta, khinita i parakhinita.
Als territoris de parla catalana ha estat descrita de manera abundant la goethita, ja que es tracta d'el mineral simple d'òxid de ferro més comú, que es forma com a producte de la meteorització de nombrosos minerals que contenen ferro. També han estat descrites altres tres espècies:
- El diàspor, que ha estat descrit a Col de Brézou, a Sant Pau de Fenollet (Fenolleda),[3] i a les mines de Costabona, a Prats de Molló i la Presta (Vallespir).[4]
- La groutita, que tan sols se n'ha trobat als camps de manganès de Cornellà de Conflent, a la comarca del Conflent.[3]
- La montroseïta, que ha estat descrita a la mina Eureka, a la localitat lleidatana de La Torre de Cabdella, al Pallars Jussà.[5]